# The Intruders (groupe)

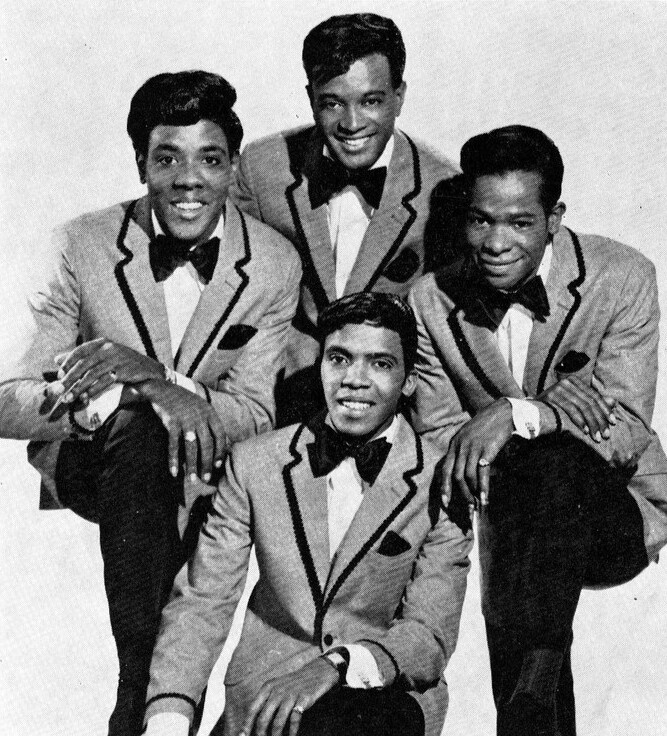
The Intruders en 1968 (dans le sens horaire en partant du bas) : Sam « Little Sonny » Brown, Phil Terry, Eugene « Bird » Daughtry et Robert « Big Sonny » Edwards.

The Intruders est un groupe américain de soul formé à Philadelphie en 1960 et célèbre  dans les années 1960 et 1970. Ses deux plus grands succès sont Cowboys to Girls (en) (1968) et I'll Always Love My Mama (en) (1973).

## Albums studio
| 1967                                                                   | The Intruders Are Together | —   | 23 | Gamble     |
| 1968                                                                   | Cowboys to Girls           | 112 | 11 | Gamble     |
| 1970                                                                   | When We Get Married        | —   | 48 | Gamble     |
| 1973                                                                   | Save the Children          | 133 | 12 | Gamble     |
| 1974                                                                   | Energy of Love             | —   | 41 | TSOP       |
| 1985                                                                   | Who Do You Love?           | —   | —  | Streetwave |
| 2002                                                                   | How Long Has It Been       | —   | —  | Moor Ent.  |
| « — » indique un enregistrement non classé ou non sorti aux États-Unis |                            |     |    |            |